# Желудковский, Викентий Александрович
Викентий Александрович Желудковский (26 февраля 1936, Бердянск, теперь Запорожской области — 27 января 2009, город Симферополь, АР Крым, Украина) — украинский советский партийный деятель, 1-й секретарь Симферопольского горкома КПУ. Депутат Верховного Совета УССР 11-го созыва. Член Ревизионной комиссии КПУ в 1986 — 1990 г.

## Биография
Закончил Днепропетровский горный институт имени Артема. В 1959 — 1962 годах участковый маркшейдер шахты № 8 рудоуправление «Таджикуголь» Таджикской ССР. Член КПСС с 1961 года. В 1962 — 1966 годах инженер, прораб, главный инженер в строительных трестах Крымской области. В 1966 — 1971 годах секретарь партийного комитета треста «Крымсельстрой». В 1971 — 1973 годах в аппарате Крымского областного комитета КПУ. Окончил Севастопольский приборостроительный институт и Высшую партийную школу при ЦК КПУ. В 1973 — 1976 г. — управляющий трестом «Крымстройдеталь». В 1976 — 1980 годах генеральный директор Крымского областного объединения строительных материалов. В 1980 — 1984 годах 2-й секретарь Симферопольского городского комитета КПУ Крымской области. В 1984 — 1988 годах 1-й секретарь Симферопольского городского комитета КПУ Крымской области. Депутат Верховного Совета УССР 11-го созыва.
Потом работал в коммерческих структурах. Был директором фирмы «Санди». В 2004 — 2006 годах генеральный директор компании «Крымжелезобетон». Выбирался депутатом Симферопольского городского совета от Блока Юлии Тимошенко (БЮТ).
Умер 27 января 2009 года в Симферополе.

## Награды
- ордена
- медали
- лауреат Государственной премии СССР (1980)
- заслуженный строитель Украины